# 若纳唐·吉尔梅特
若纳唐·吉尔梅特（法語：Jonathan Guilmette，1978年8月18日—），加拿大男子短道速滑运动员。他曾代表加拿大参加2002年和2006年冬季奥林匹克运动会短道速滑比赛，获得一枚金牌和二枚银牌。